# Punho da pistola

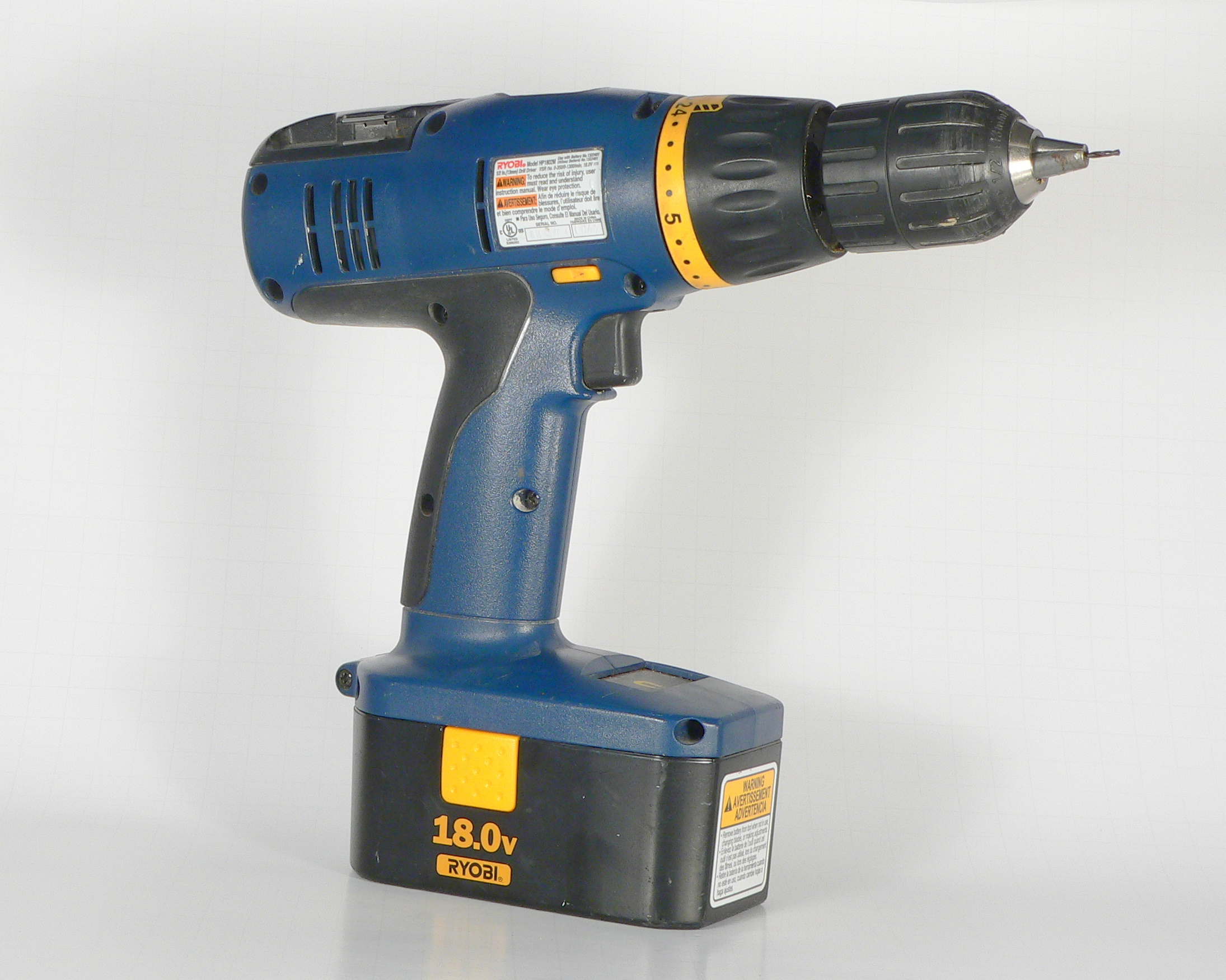
Exemplo de punho de pistola em uma furadeira.

O punho da pistola, empunhadura da pistola ou cabo da pistola é uma alça distintamente projetada abaixo do mecanismo principal, para ser segurada pela mão do usuário em um ângulo mais vertical e, portanto, mais ergonômico. É comum em armas de fogo ou outras ferramentas.

## Armas de fogo
Em armas de fogo, o punho da pistola está localizado atrás do gatilho e geralmente é segurado pela mão que o opera. Fuzis e espingardas sem esta empunhadura são geralmente referidos como tendo coronhas de estilo "reto". Algumas armas de fogo, como algumas versões da submetralhadora Thompson, possuem uma segunda empunhadura de pistola na parte dianteira da arma para ser usada pela mão de apoio para melhor estabilidade de operação, sendo uma empunhadura frontal. O cabo da pistola também podem servir a várias funções, como um compartimento do carregador (tal como em pistolas semiautomáticas), suporte de bipé (em algumas empunhaduras frontais) ou estojo de armazenamento (para munição sobressalente, óleo de arma/limpador, chaves hexagonais, etc).

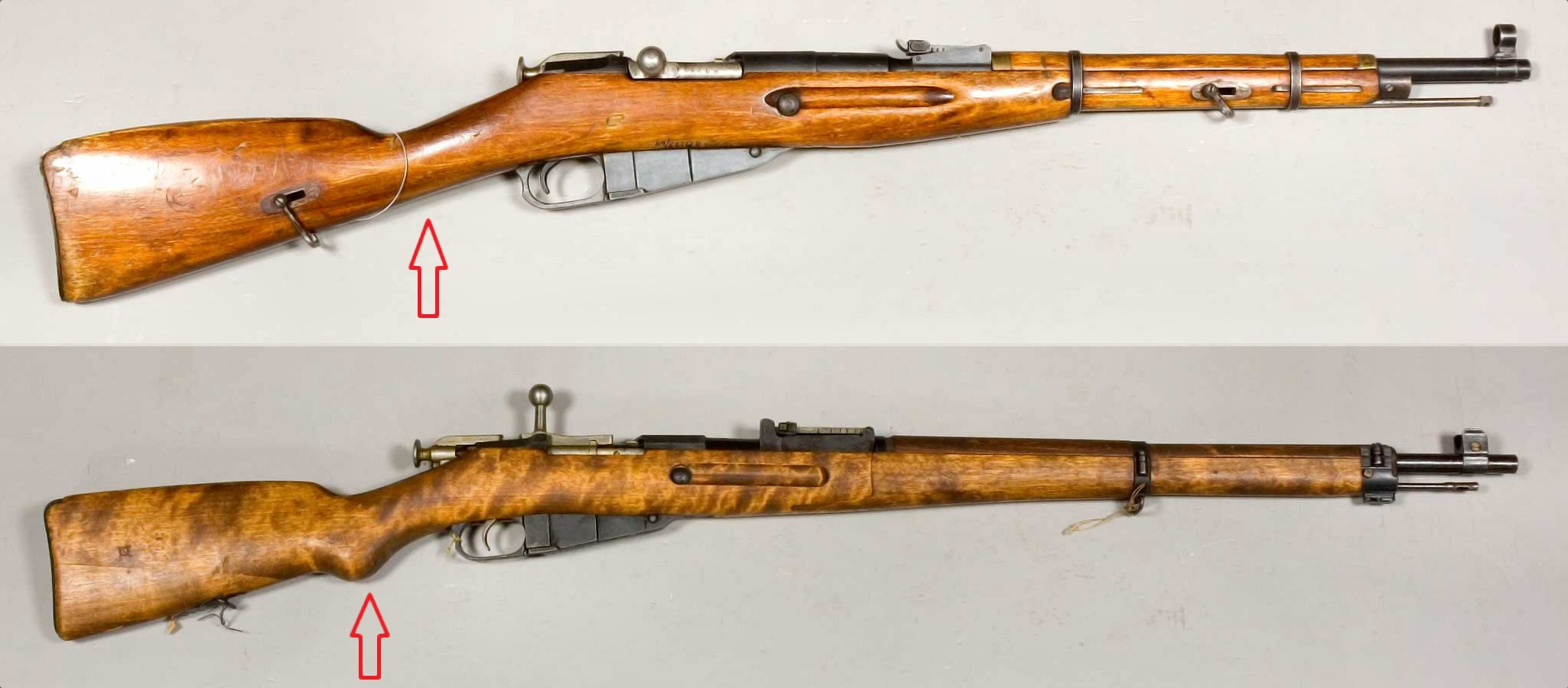
Dois modelos Mosin-Nagant:
a carabina (acima) com coronha reta
o rifle (abaixo) com coronha pistol grip.